# Leslie Caron
Leslie Claire Margaret Caron (phát âm tiếng Pháp: [lɛsli kaʁɔ̃]) sinh ngày 1 tháng 7 năm 1931 là nữ diễn viên điện ảnh và nữ diễn viên múa người Pháp, đã xuất hiện trong 45 phim từ năm 1951 tới 2003. Quyển tự truyện Thank Heaven của bà được xuất bản năm 2010 ở Vương quốc Anh và Hoa Kỳ, còn phiên bản tiếng Pháp được xuất bản năm 2011. Bà nói được tiếng Pháp, tiếng Anh và tiếng Ý.
Caron nổi tiếng trong các phim ca nhạc An American in Paris (1951), Lili (1953), Daddy Long Legs (1955), Gigi (1958), và những phim truyện Fanny (1961), The L-Shaped Room (1962), Father Goose (1964). Bà là một trong số ít nữ diễn viên múa từng đóng cặp với Gene Kelly, Fred Astaire, Mikhail Baryshnikov và Rudolf Nureyev.
Bà đã được đề cử 2 lần cho vai nữ xuất sắc nhất ở Giải Oscar. Năm 2006, vai diễn của bà trong "Law & Order: Special Victims Unit" đã đem lại cho bà Giải Emmy cho nữ diễn viên khách trong loạt phim nhiều tập.

## Thời thơ ấu
Caron sinh tại Boulogne-sur-Seine, Seine (nay là Boulogne-Billancourt, Hauts-de-Seine), Pháp, là con gái của Margaret (nhũ danh Petit) - một vũ nữ người Mỹ ở sân khấu kịch nghệ Broadway – và Claude Caron - một nhà hóa học người Pháp. Trong khi người anh Aimery Caron trở thành một nhà hóa học giống như người cha, thì Leslie Caron được mẹ chuẩn bị cho một sự nghiệp diễn viên từ thời thơ ấu.

## Sự nghiệp
Caron bắt đầu sự nghiệp như một nữ diễn viên múa ba-lê. Gene Kelly phát hiện ra cô ở đoàn múa ba-lê "Ballet des Champs Elysées",và đưa cô vào đóng cặp với mình trong phim ca nhạc An American in Paris (1951), một vai đáng lẽ dành cho Cyd Charisse nhưng lúc đó Charisse đang mang thai. Vai này đã dẫn cô tới một hợp đồng lâu dài với hãng MGM để đóng trong một chuỗi phim, trong đó có phim ca nhạc The Glass Slipper (1955) và phim truyện The Man with a Cloak (1951), với Joseph Cotten và Barbara Stanwyck. Tuy nhiên, Caron đã nói về mình: "Thật đáng tiếc, Hollywood coi những diễn viên múa theo nhạc là những kẻ múa nhà nghề. Lối diễn đạt đáng tiếc".

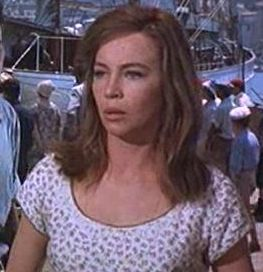
in Fanny (1961)

Caron cũng đóng vai chính trong các phim ca nhạc thành công như Lili (1953), chung với Mel Ferrer; Daddy Long Legs (1955), chung với Fred Astaire, và Gigi (1958) chung với Louis Jourdan và Maurice Chevalier.
Năm 1953, Caron được đề cử cho Giải Oscar cho nữ diễn viên chính xuất sắc nhất cho vai diễn trong phim Lili. Về vai diễn trong phim The L-Shaped Room của Anh (1962) bà đã đoạt Giải BAFTA cho nữ diễn viên Anh xuất sắc nhất và Giải Quả cầu vàng cho nữ diễn viên phim chính kịch xuất sắc nhất, cũng như được đề cử cho Giải Oscar cho nữ diễn viên chính xuất sắc nhất (1963).
Trong thập niên 1960 và sau đó, Caron cũng đóng trong các phim châu Âu như Father Goose (1964) chung với Cary Grant, phim Valentino (1977) của Ken Russell trong vai Alla Nazimova; và phim Damage (1992) của Louis Malle. Trong năm 1970, Caron cũng là một trong số các nữ diễn viên được nhắm để đóng vai chính Eglantine Price trong phim Bedknobs and Broomsticks của Disney, nhưng cuối cùng vai đó được trao cho nữ diễn viên người Anh Angela Lansbury.
Năm 1967, Caron là thành viên trong ban giám khảo Liên hoan phim quốc tế Moskva lần thứ 5. Năm 1989, bà là thành viên ban giám khảo Liên hoan phim Berlin lần thứ 39.
Trong thập niên 1980, bà xuất hiện ở nhiều tập trong loạt phim truyền hình nhiều tập Falcon Crest với vai Nicole Sauguet. Bà là một trong số ít diễn viên thời phim nhạc cổ điển của hãng MGM vẫn còn đóng phim—một nhóm trong đó có cả Mickey Rooney, Debbie Reynolds, Dean Stockwell, Rita Moreno, Margaret O'Brien và June Lockhart. Trong thập niên 1990 bà xuất hiện trong phim Funny Bones (1995) chung với Jerry Lewis và Oliver Platt. Bà vẫn tiếp tục diễn xuất trong phim Chocolat (năm 2000), The Last of the Blonde Bombshells (2000) chung với Judi Dench cùng Cleo Laine; và phim Le Divorce (2003), do James Ivory đạo diễn, chung với Kate Hudson và Naomi Watts.
Ngày 30.6.2003, Caron sang San Francisco làm ngôi sao khách đặc biệt trong The Songs of Alan Jay Lerner: I Remember It Well, một buổi hòa nhạc hồi tưởng do "San Francisco's 42nd Street Moon Company" tổ chức. năm 2007, bà làm diễn viên khách trong loạt phim truyền hình Law and Order: Special Victims Unit và đã đoạt giải Primetime Emmy Award năm 2007.
Ngày 8.12.2009, Caron nhận ngôi sao thứ 2.394 ở Đại lộ Danh vọng Hollywood. Tháng 2 năm 2010, bà đóng vai Madame Armfeldt trong A Little Night Music tại Théâtre du Châtelet ở Paris, cùng với Greta Scacchi và Lambert Wilson.

## Đời tư

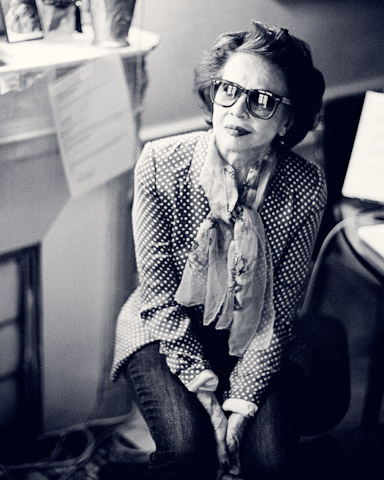
Ảnh chụp năm 2012

Tháng 9 năm 1951, Caron kết hôn với George Hormel III, cháu trai của người sáng lập công ty Hormel (một công ty chế biến và đóng gói thức ăn thịt). Họ ly dị năm 1954. Người chồng thứ hai của Caron là đạo diễn kịch người Anh Peter Hall. Họ kết hôn năm 1956 và có hai người con: Christopher John Hall (nhà sản xuất phim truyền hình) sinh năm 1957 và Jennifer Caron Hall – nhà văn, họa sĩ kiêm nữ diễn viên – sinh năm 1958. Caron cũng có cuộc tình dan díu với Warren Beatty (năm 1961). Khi bà và Hall ly dị năm 1965, Warren Beatty đã bị kết tội là đồng bị cáo (vì thông dâm) và bị tòa án London buộc phải trả "tiền án phí ". Năm 1969, Caron lại tái hôn với Michael Laughlin, người sản xuất phim Two-Lane Blacktop; họ ly dị năm 1980. Người con rể của bà là Glenn Wilhide (kết hôn với Jennifer Caron Hall), nhà sản xuất và viết kịch bản truyền hình.
Caron cũng có quan hệ tình cảm với nam diễn viên truyền hình Hà Lan Robert Wolders từ năm 1994 tới năm 1995.
Từ tháng 6 năm 1993 tới tháng 9 năm 2009, Caron làm chủ và kinh doanh khách sạn và tiệm ăn Auberge La Lucarne aux Chouettes ở Villeneuve-sur-Yonne, phía nam Paris khoảng 130 km.
Trong quyển tự truyện Thank Heaven bà nói rằng mình đã trở thành công dân Mỹ—rõ ràng là dựa trên sự kiện mẹ bà từng sinh ra ở Hoa Kỳ— đúng lúc để bỏ phiếu bầu Barack Obama làm tổng thống.

## Giải thưởng và Vinh dự
- Giải BAFTA cho nữ diễn viên chính xuất sắc nhất 1953: cho nữ diễn viên nước ngoài xuất sắc nhất trong phim Lili
- Giải Laurel 1959: Giải Laurel vàng cho nữ diễn viên chính xuất sắc nhất trong phim ca nhạc: phim Gigi
- Giải BAFTA cho nữ diễn viên chính xuất sắc nhất 1962: cho diễn viên Anh xuất sắc nhất trong phim The L-Shaped Room
- Giải Quả cầu vàng cho nữ diễn viên phim chính kịch xuất sắc nhất 1963: trong phim The L-Shaped Room
- Giải Laurel 1964: Giải Laurel vàng cho nữ diễn viên xuất sắc nhất trong phim chính kịch: phim The L-Shaped Room
- Women in Film Crystal + Lucy Awards 1989: Giải quốc tế (Giải thành tựu suốt đời)
- School of American Ballet 1996: Giải thành tựu suốt đời
- Liên hoan phim quốc tế Palm Springs 1996: Giải thành tựu suốt đời
- Liên hoan phim Sarasota 2005: Giải thành tựu suốt đời
- Giải Emmy 2007: Primetime Emmy Award for Outstanding Guest Actress in a Drama Series for Law and Order SVU (episode Recall #8005, 2006, NBC)[12]
- 8.12.2009: Đại lộ Danh vọng Hollywood Ngôi sao trên đại lộ Hollywood (số 6153), giữa Gene Kelly và Louis Jourdan
- Bằng tiến sĩ danh dự 2009: the American University of Paris
- Bắc Đẩu Bội tinh hạng Chevalier do tổng thống François Mitterrand trao, tháng 6 năm 1993
- Ordre National du Mérite (Huân chương Công trạng quốc gia) do Catherine Trautmann, Bộ trưởng bộ Văn hóa trao, tháng 2 năm 1998
- Bắc Đẩu Bội tinh hạng Officier do thủ tướng Jean Pierre Raffarin trao, tháng 6 năm 2004
- Bắc Đẩu Bội tinh hạng Commandeur tháng 3 năm 2013

## Danh mục phim

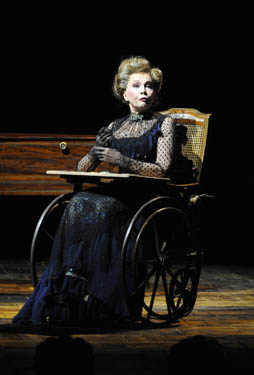
Leslie Caron, A Little Night Music by Stephen Sondheim, théâtre du Châtelet, 2010.

| Năm  | Tên phim                     | Vai diễn                  | Ghi chú |
| ---- | ---------------------------- | ------------------------- | --- |
| 1951 | An American in Paris         | Lise Bouvier              | |
| 1951 | The Man with a Cloak         | Madeline Minot            | |
| 1952 | Glory Alley                  | Angela Evans              | |
| 1953 | The Story of Three Loves     | Mademoiselle              | đoạn: Mademoiselle |
| 1953 | Lili                         | Lili Daurier              | Giải BAFTA cho nữ diễn viên chính xuất sắc nhất Đề cử -Giải Oscar cho nữ diễn viên chính xuất sắc nhất |
| 1955 | The Glass Slipper            | Ella                      | |
| 1955 | Daddy Long Legs              | Julie Andre               | |
| 1956 | Gaby                         | Gaby                      | |
| 1958 | Gigi                         | Gigi                      | Laurel Award for Top Female Musical Performance Đề cử -Giải Quả cầu vàng cho nữ diễn viên phim ca nhạc hoặc phim hài xuất sắc nhất |
| 1958 | The Doctor's Dilemma         | Mrs. Dubedat              | |
| 1959 | The Man Who Understood Women | Ann Garantier             | |
| 1960 | Austerlitz                   | Mlle de Vaudey            | |
| 1960 | The Subterraneans            | Mardou Fox                | |
| 1961 | Fanny                        | Fanny                     | Laurel Award for Top Female Dramatic Performance (vị trí 5) Đề cử -Giải Quả cầu vàng cho nữ diễn viên phim chính kịch xuất sắc nhất |
| 1962 | Guns of Darkness             | Claire Jordan             | |
| 1962 | The L-Shaped Room            | Jane Fosset               | Giải BAFTA cho nữ diễn viên Anh xuất sắc nhất Giải Quả cầu vàng cho nữ diễn viên phim chính kịch xuất sắc nhất Laurel Award for Top Female Dramatic Performance (vị trí thứ 3) Giải của Hội phê bình phim New York cho nữ diễn viên xuất sắc nhất (vị trí thứ 2) Đề cử -Giải Oscar cho nữ diễn viên chính xuất sắc nhất |
| 1962 | Three Fables of Love         | Annie                     | đoạn: Les deux pigeons |
| 1964 | Father Goose                 | Catherine                 | |
| 1965 | A Very Special Favor         | Dr. Lauren Boullard       | |
| 1965 | Promise Her Anything         | Michele O'Brien           | |
| 1966 | Is Paris Burning?            | Françoise Labé            | |
| 1967 | Il padre di famiglia         | Paola, la moglie di Marco | |
| 1970 | Madron                       | Sister Mary               | |
| 1971 | Chandler                     | Katherine Creighton       | |
| 1976 | Surreal Estate               | Céleste                   | |
| 1977 | The Man Who Loved Women      | Véra                      | |
| 1977 | Valentino                    | Alla Nazimova             | |
| 1978 | Nicole                       | Nicole                    | |
| 1979 | Goldengirl                   | Dr. Sammy Lee             | |
| 1980 | All Stars                    | Lucille Berger            | |
| 1981 | Chanel Solitaire             |                           | không ghi tên |
| 1982 | Imperative                   | Mẹ                        | |
| 1984 | Dangerous Moves              | Henia Liebskind           | |
| 1990 | Courage Mountain             | Jane Hillary              | |
| 1990 | Guns                         | Chị hầu bàn               | |
| 1992 | Damage                       | Elizabeth Prideaux        | |
| 1995 | Funny Bones                  | Katie Parker              | |
| 1995 | Let It Be Me                 | Marguerite                | |
| 1999 | The Reef                     | Regine De Chantelle       | |
| 2000 | Chocolat                     | Madame Audel              | Đề cử -Screen Actors Guild Award for Outstanding Performance by a Cast in a Motion Picture |
| 2003 | Le Divorce                   | Suzanne de Persand        | |

| Năm  | Tên phim                                          | Vai diễn                           | Ghi chú                                                                            |
| ---- | ------------------------------------------------- | ---------------------------------- | ---------------------------------------------------------------------------------- |
| 1959 | ITV Play of the Week                              | Thérèse Tarde                      | Tập 1: The Wild Bird                                                               |
| 1968 | Off to See the Wizard                             | Ella                               | Tập 1: Cinderella's Glass Slipper: Part 1                                          |
| 1973 | Carola                                            | Carola Janssen                     | phim truyền hình                                                                   |
| 1974 | QB VII                                            | Angela Kelno                       | Loạt phim truyền hình                                                              |
| 1978 | Docteur Erika Werner                              | Erika Werner                       | Loạt phim truyền hình                                                              |
| 1980 | The Contract                                      | Penelope                           | phim truyền hình                                                                   |
| 1981 | Mon meilleur Noël                                 | La Nuit                            | Tập 1: L'oiseau bleu                                                               |
| 1982 | Tales of the Unexpected                           | Nathalie Vareille                  | Tập 1: Run, Rabbit, Run                                                            |
| 1982 | The Unapproachable                                | Klaudia                            | phim truyền hình                                                                   |
| 1983 | Cinéma 16                                         | Alice                              | Tập 1: Le château faible                                                           |
| 1984 | Master of the Game                                | Solange Dunas                      |                                                                                    |
| 1986 | The Love Boat                                     | Mrs. Duvall                        | Tập 1: The Christmas Cruise                                                        |
| 1987 | Falcon Crest                                      | Nicole Sauget                      | 3 tập                                                                              |
| 1988 | Lenin: The Train                                  | Nadia                              | phim truyền hình                                                                   |
| 1991 | The Man Who Lived at the Ritz                     | Coco Chanel                        | phim truyền hình                                                                   |
| 1994 | Normandy: The Great Crusade                       | Osmont, Mary-Louise (tiếng nói)    |                                                                                    |
| 1996 | The Ring                                          | Madame de Saint Marne              |                                                                                    |
| 1996 | The Great War and the Shaping of the 20th Century | Czarina Aleksandra Romanov (voice) | 3 tập                                                                              |
| 2000 | The Last of the Blonde Bombshells                 | Madeleine                          | phim truyền hình                                                                   |
| 2001 | Murder on the Orient Express                      | Sra. Alvarado                      |                                                                                    |
| 2006 | Law & Order: Special Victims Unit                 | Lorraine Delmas                    | tập 1: Recall Primetime Emmy Award for Outstanding Guest Actress in a Drama Series |
| 2013 | Jo                                                | Josette Lenoir                     | 1 tập: Le Marais                                                                   |

## Kịch
- 1955: Orvet, của Jean Renoir, đạo diễn Jean Renoir, Théâtre de la Renaissance
- 1955: Gigi, của Anita Loos, đạo diễn Sir Peter Hall, New Theatre, London
- 1961: La sauvage, của Jean Anouilh, BBC (live), London
- 1961: Ondine, của Jean Giraudoux, đạo diễn Sir Peter Hall, Aldwych Theatre, London
- 1965: Carola, của Jean Renoir, đạo diễn Norman Lloyd, PBS TV, Los Angeles
- 1975-1981: 13, rue de l'amour (Monsieur Chasse), của Georges Feydeau, đạo diễn Basil Langton, lưu diễn ở Hoa Kỳ và Úc
- 1978: Can-Can, nhạc kịch của Cole Porter & Abe Burrows, đạo diễn John Bishop, lưu diễn ở Hoa Kỳ và Canada
- 1983: The rehearsal của Jean Anouilh, đạo diễn Gillian Lynne, lưu diễn ở Anh
- 1984: On your toes của Rodgers and Hart, đạo diễn George Abbott, lưu diễn ở Hoa Kỳ
- 1985: One for the Tango (Apprends-moi Céline) của Maria Pacôme, đạo diễn Pierre Epstein, lưu diễn ở Hoa Kỳ
- 1985: L'inaccessible, tác giả và đạo diễn Krzysztof Zanussi, Théâtre du Petit Odéon ở Paris & Spoletto Festival, Ý
- 1991: Grand hotel, chuyển thể từ tiểu thuyết của Vicky Baum, đạo diễn Tommy Tune, Berlin
- 1991: Le martyre de Saint Sebastien của Claude Debussy & Gabriele d'Annunzio, truyện kể, đạo diễn Michael Tilson Thomas, Dàn nhạc giao hưởng London
- 1995: Georges Sand et Chopin, tác giả Bruno Villien, Greenwich Festival, Anh
- 1997: Nocturne for lovers, chuyển thể Gavin Lambert, đạo diễn Kado Kostzer, Chichester Festival Theatre, Great Britain
- 1997: The story of Babar, của Jean de Brunhoff, truyện kể, nhạc của Francis Poulenc, Chichester Festival, Anh
- 1998: Apprends-moi Céline, của Maria Pacôme, đạo diễn Raymond Acquaviva, French tour
- 1999: Readings from Colette, đạo diễn Roger Hodgeman, Melbourne Festival, Úc
- 1999: Nocturne for lovers, đạo diễn Roger Hodgeman, Melbourne Festival, Úc
- 2009: Thank Heaven - 'platform' at the Théâtre National of London
- 2009: A Little Night Music của Stephen Sondheim, đạo diễn Lee Blakeley, Théâtre du Châtelet

## Thâu âm
- The Lover (l'Amant) bởi Marguerite Duras vào cassettes
- First World War cho radio
- Le Martyre de Saint Sébastien bởi Claude Debussy & Gabriele d'Annunzio, với dàn nhạc giao hưởng London do Michael Tilson Thomas điều khiển
- Gigi bởi Colette vào cassettes bằng tiếng Anh, thâu tại Merkin Concert Hall ở Abraham Goodman House, thành phố New York, 1996
- Chuyện kể "Carnival of the Animals" nhạc của Camille St Saëns với Nash Ensemble - Wigmore Hall, 1999
- The Plutocrats chơi cho đài BBC do Bill Bryden đạo diễn, Michael Hastings viết, từ tiểu thuyết của Booth Tarkington, tháng 1 năm 1999